# Sardonyx
Sardonyx (též sarder), chemický vzorec SiO2, je varieta chalcedonu, která má stejné chemické i fyzikální vlastnosti. Její charakteristikou jsou výrazné, paralelně uspořádané páskovité kresby. V tenoučkých plátcích je průsvitný.

## Vznik
Tento minerál vzniká vysrážením z vodních pramenů, zvětráváním nebo i usazováním

## Morfologie
Je skrytě krystalický, mikroskopicky vláknitý, tvoří náteky, hnízda, kapky, kůry, pseudomorfózy, mandle, geody, je i žilný, často zvýrazněn dendrity.

## Vlastnosti
- Fyzikální vlastnosti: Tvrdost: 6–7, hustota: 2,57–2,64, je neštěpný.
- Optické vlastnosti: Barva: červenohnědý až hnědý, modrobílý až bílý, lesk: skelný, mastný, matný, hedvábný průhlednost: průsvitný až opaktní, vryp: bílý
- Chemické vlastnosti: těžko se taví, má příměsi železa, manganu a niklu aj.

## Výskyt
Vyskytuje se po celém světě. Nejznámější oblasti jsou Mongolsko, Asie, Německo, Kalifornie, Indie.